# När-Lau församling
När-Lau församling är en församling i Burs pastorat i Sudertredingens kontrakt i Visby stift i Svenska kyrkan. Församlingen ligger i Gotlands kommun i Gotlands län.

## Administrativ historik
Församlingen bildades 2006 genom sammanslagning av Närs församling och Lau församling. Församlingen ingår sedan sammanslagningen tillsammans med Stånga-Burs församling i Burs pastorat.

## Kyrkor
- Lau kyrka
- Närs kyrka